# Marvin Anderson
Marvin Anderson (ur. 12 maja 1982) – jamajski lekkoatleta, sprinter.

## Sukcesy
- srebro igrzysk panamerykańskich (Bieg na 200 m, Rio de Janeiro 2007)
- 6. miejsce podczas Mistrzostw Świata w Lekkoatletyce (Bieg na 200 m, Osaka 2007)
- srebrny medal Mistrzostw Świata w Lekkoatletyce (Sztafeta 4 × 100 m, Osaka 2007)

Anderson reprezentował Jamajkę na Igrzyskach w Pekinie (2008), po udanym przejściu pierwszej rundy eliminacyjnej w biegu na 200 metrów, podczas biegu drugiej rundy doznał kontuzji, która wyeliminowała go z rywalizacji, Anderson stracił tym samym również szansę biegu w jamajskiej sztafecie 4 × 100 metrów, która ostatecznie zdobyła złoty medal tej imprezy bijąc rekord świata.
Testy antydopingowe przeprowadzone podczas mistrzostw Jamajki, 27 czerwca 2009 wykazały u Andersona obecność niedozwolonych środków, za co zawodnik został dyskwalifikowany na 3 miesiące (14 września 2009 – 13 grudnia 2009), a także anulowano rezultaty Jamajczyka od dnia przeprowadzenia testu.

## Rekordy życiowe
- Bieg na 100 m – 10,11 (2008)/10,03w (2007)
- Bieg na 200 m – 20,06 (2007)